# Klopapierkrise

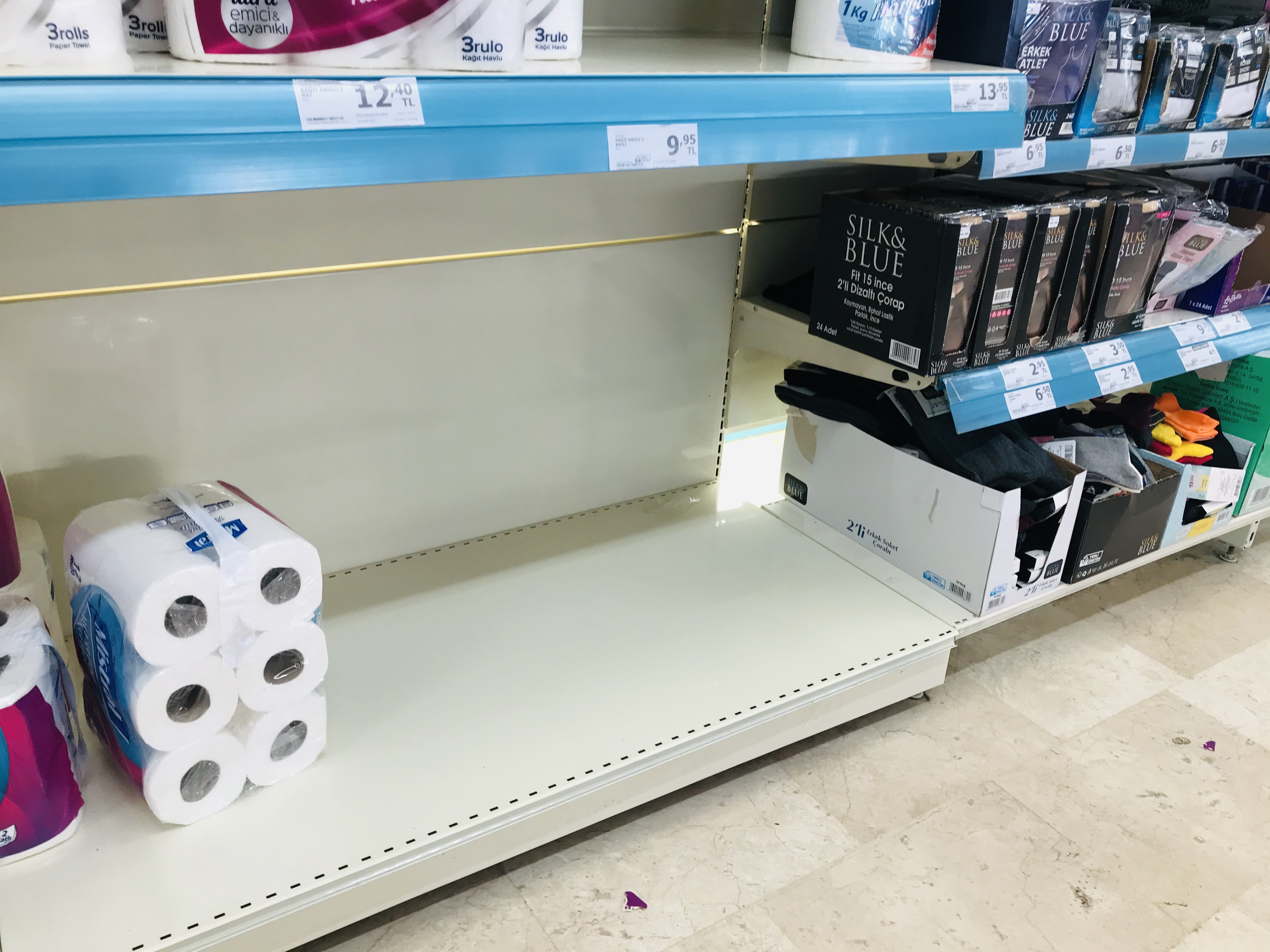
Istanbul, Türkei

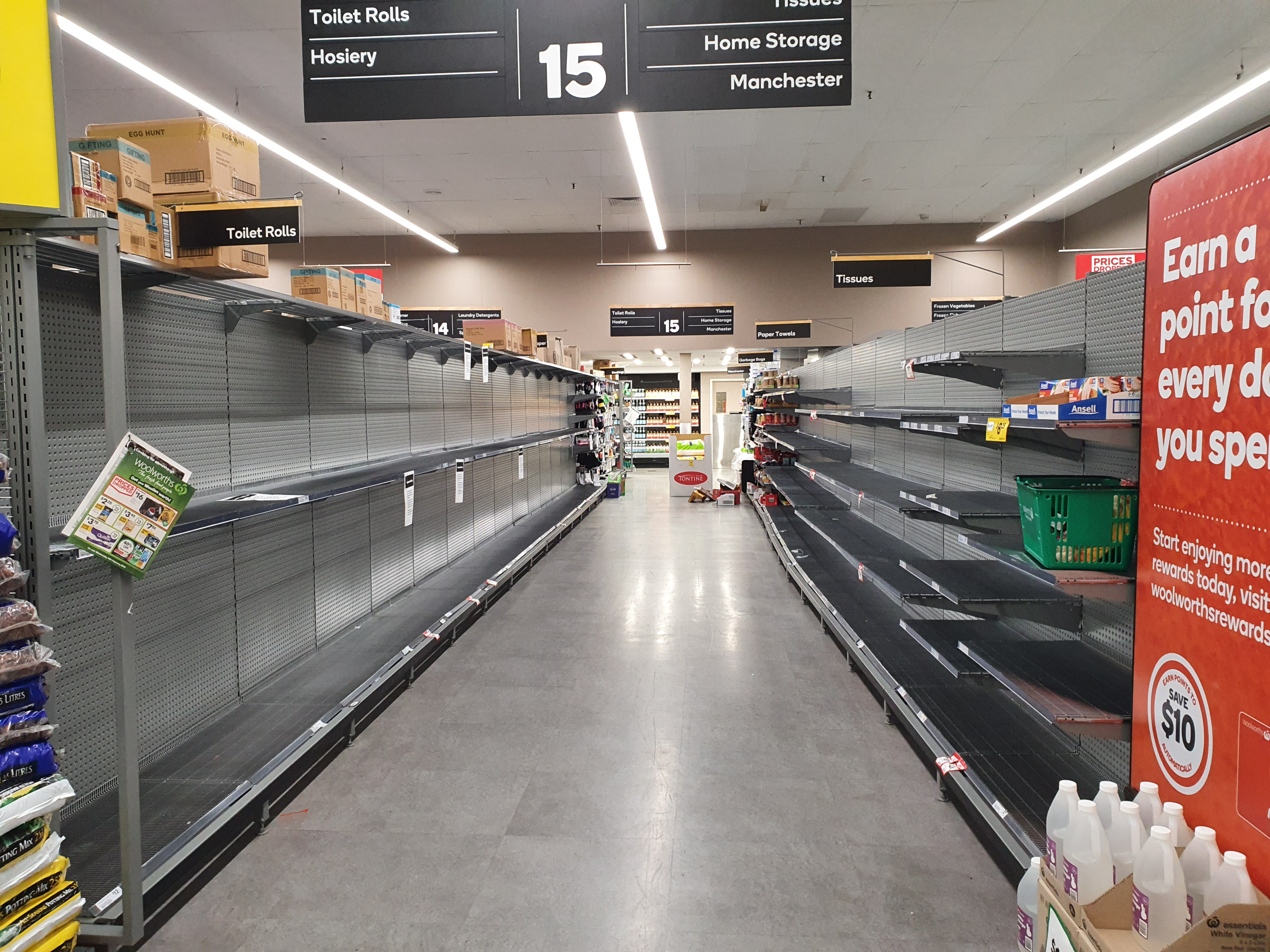
Melbourne, Australien

Die sogenannte Klopapierkrise war eine drastische Verknappung der Ware Toilettenpapier ab Ende Februar 2020, die von  Hamsterkäufen infolge der COVID-19-Pandemie verursacht wurde.

## Ursachen
Schon mit Beginn der plötzlich eintretenden Klopapierknappheit wurde über die Ursachen spekuliert. So sprach etwa Anja Achtziger, die den Lehrstuhl für Sozial- und Wirtschaftspsychologie an der Zeppelin Universität in Friedrichshafen am Bodensee innehat, davon, man könne keine datenbasierten Belege vorlegen und stehe somit von „wissenschaftlicher Seite […] derzeit vor einem Rätsel“. Gleichzeitig mutmaßte sie jedoch, „dass der Wirbel ums Klopapier auf ein ähnliches Imitationsverhalten wie beim Sonnenbaden im Urlaub zurückzuführen“ sei: „Die Leute hören in den Medien, dass andere viel Toilettenpapier kaufen. Im Job, in der Familie, unter Freunden wird ständig darüber geredet, ob und wie viel man bereits gehortet hat. Wer bis dahin keine Vorräte angelegt hat, wird nervös – und macht es dann schlichtweg nach“.
Borwin Bandelow, der Ehrenvorsitzende der  Deutschen Gesellschaft für Angstforschung, stellte hingegen einen Bezug zwischen der menschlichen Furcht vor Ansteckung und den Hamsterkäufen von Klopapier her: Da Menschen schon „früher durch Bakterien gestorben“ seien und Toilettenpapier für Hygiene stehe, sei es in „der Corona-Krise [...] deshalb eine Horrorvorstellung für die Deutschen, kein Toilettenpapier zu haben“.

## Verlauf
Gleichzeitig mit den ersten im Rahmen der COVID-19-Pandemie verhängten staatlichen Maßnahmen zu ihrer Bekämpfung kam es international und auch in Deutschland zu Hamsterkäufen. Infolgedessen wurden Supermärkte regelrecht leergekauft.
Besonders begehrt war in diesem Rahmen rasch das Toilettenpapier. Im Laufe des März kam es international teils zu skurrilen Szenen, die über soziale Medien geteilt wurden. Menschen prügelten sich um Klopapier,  trugen es wie Trophäen zur Schau, indem die erfolgreichen Käufer Selfies von sich posteten oder der Misserfolg beim Klopapiereinkauf vor einem leeren Regal dokumentiert wurde. Die Süddeutsche Zeitung fasste die Situation folgendermaßen zusammen: „Die Menschen kämpfen nicht um Milch oder den letzten Laib Brot für ihre Kinder – es geht um Klopapier.“

## Folgen
Da in manchen Haushalten kein Toilettenpapier mehr zur Verfügung stand, behalfen sich die Betroffenen bei der Intimreinigung verstärkt mit anderen Materialien. Da sich diese Behelfsmittel, wie Zeitungspapier, Stoff, Feuchttücher etc., aber im Gegensatz zu Klopapier nicht so leicht auflösen, sorgte dies für zusätzliche Verstopfungen im Abwassersystem.

## Ende der Klopapierkrise
Erst in der ersten Hälfte des Novembers 2020 sank der Absatz von Toilettenpapier laut  Statistischem Bundesamt „unter den Vorkrisen-Durchschnitt der Monate August 2019 bis Januar 2020 (minus 13 Prozent). Zwei Wochen zuvor war er noch knapp doppelt so hoch (plus 84 Prozent)“.
Am 26. August 2022 warnte die deutsche Papierindustrie anlässlich des „Internationalen Tages des Toilettenpapiers“ vor einer erneuten Verknappung der Ware. So betonte der Vizepräsident des Verbandes „Die Papierindustrie“: „Im Hygienepapier-Produktionsprozess sind wir besonders auf Gas angewiesen. Bei einem Wegfall können wir die Versorgungssicherheit nicht mehr gewährleisten“.

## Trivia
Danger Dan, Sänger der Band Antilopen Gang, verfasste Anfang 2020 unter dem Titel „Nudeln und Klopapier“ eine Pianoballade über das deutsche Einkaufsverhalten zu Beginn der Pandemie. Entstanden und aufgenommen ist das Stück in häuslicher Eigenquarantäne.
Die Österreichische Post brachte am 23. Oktober 2020 einen Briefmarkenblock zum Thema Corona auf „Klopapier“ heraus.